# Лауреати Національної премії України імені Бориса Патона (2021)
Національна премія України імені Бориса Патона — лауреати 2021 року.
Перше присудження Національної премії України імені Бориса Патона здійснювалося у 2021 році за результатами конкурсу, проведеного Комітетом з Державних премій України в галузі науки і техніки відповідно до Положення про Державну премію України в галузі науки і техніки.
16 грудня 2021 року Президент України Володимир Зеленський підписав укази № 660/2021 та № 661/2021 про присудження Національної премії України імені Бориса Патона 2021 року 15 роботам (з них 4 роботам, що становлять державну таємницю).
На 2021 рік розмір премії склав 300 000 гривень кожна.
Вручення премії відбулося 19 травня 2022 року у Великому конференц-залі НАН України.

## Лауреати Національної премії України імені Бориса Патона 2021 року (відкриті роботи)
| Премійована робота | Лауреати                           | Коротко про лауреата |
| --- | ---------------------------------- | --- |
| за роботу «Динамічна взаємодія твердих і деформівних тіл з рідиною»                                                      | Борисюк Андрій Олександрович       | член-кореспондент Національної академії наук України, провідний науковий співробітник Інституту гідромеханіки НАН України                                                         |
| за роботу «Динамічна взаємодія твердих і деформівних тіл з рідиною»                                                      | Багно Олександр Михайлович         | доктор фізико-математичних наук, провідний науковий співробітник Інституту механіки імені С. П. Тимошенка НАН України                                                             |
| за роботу «Динамічна взаємодія твердих і деформівних тіл з рідиною»                                                      | Жук Олександр Петрович             | доктор фізико-математичних наук, провідний науковий співробітник Інституту механіки імені С. П. Тимошенка НАН України                                                             |
| за роботу «Динамічна взаємодія твердих і деформівних тіл з рідиною»                                                      | Семененко Євген Володимирович      | доктор технічних наук, завідувач відділу Інституту геотехнічної механіки імені М. С. Полякова НАН України                                                                         |
| за роботу «Динамічна взаємодія твердих і деформівних тіл з рідиною»                                                      | Троценко Юрій Володимирович        | доктор фізико-математичних наук, провідний науковий співробітник Інституту математики НАН України                                                                                 |
| за роботу «Динамічна взаємодія твердих і деформівних тіл з рідиною»                                                      | Янчевський Ігор Владиславович      | докторо фізико-математичних наук, професор Національного технічного університету України «Київський політехнічний інститут імені Ігоря Сікорського»                               |
| за роботу «Фізико-технічні засади створення керованих нано- і мікроструктур на поверхні твердих тіл»                     | Войтенко Олександр Іванович        | доктор фізико-математичних наук, провідний науковий співробітник Інституту фізики НАН України                                                                                     |
| за роботу «Фізико-технічні засади створення керованих нано- і мікроструктур на поверхні твердих тіл»                     | Габович Олександр Маркович         | доктор фізико-математичних наук, провідний науковий співробітник Інституту фізики НАН України                                                                                     |
| за роботу «Фізико-технічні засади створення керованих нано- і мікроструктур на поверхні твердих тіл»                     | Руденко Едуард Михайлович          | доктор фізико-математичних наук, завідувач відділу Інституту металофізики імені Г. В. Курдюмова НАН України                                                                       |
| за роботу «Фізико-технічні засади створення керованих нано- і мікроструктур на поверхні твердих тіл»                     | Короташ Ігор Васильович            | кандидат фізико-математичних наук, старший науковий співробітник Інституту металофізики імені Г. В. Курдюмова НАН України                                                         |
| за роботу «Фізико-технічні засади створення керованих нано- і мікроструктур на поверхні твердих тіл»                     | Горшков В'ячеслав Миколайович      | доктор фізико-математичних наук, професор Національного технічного університету України «Київський політехнічний інститут імені Ігоря Сікорського»                                |
| за роботу «Фізико-технічні засади створення керованих нано- і мікроструктур на поверхні твердих тіл»                     | Кузьмичєв Анатолій Іванович        | доктор технічних наук, професор Національного технічного університету України «Київський політехнічний інститут імені Ігоря Сікорського»                                          |
| за роботу «Фізико-технічні засади створення керованих нано- і мікроструктур на поверхні твердих тіл»                     | Семенюк Валерій Федорович          | кандидат фізико-математичних наук, директор ТОВ «ГРЕСЕМ ІНОВЕЙШН» |
| за роботу «Фізико-технічні засади створення керованих нано- і мікроструктур на поверхні твердих тіл»                     | Семенюк Надія Іванівна             | провідний науковий співробітник ТОВ «ГРЕСЕМ ІНОВЕЙШН» |
| за роботу «Електрохімія функціональних матеріалів та систем»                                                             | Колбасов Геннадій Якович           | член-кореспондент Національної академії наук України, завідувач відділу Інституту загальної та неорганічної хімії імені В. І. Вернадського НАН України                            |
| за роботу «Електрохімія функціональних матеріалів та систем»                                                             | Кублановський Валерій Семенович    | доктор хімічних наук, завідувач відділу Інституту загальної та неорганічної хімії імені В. І. Вернадського НАН України                                                            |
| за роботу «Електрохімія функціональних матеріалів та систем»                                                             | Берсірова Оксана Леонідівна        | доктор технічних наук, провідний науковий співробітник Інституту загальної та неорганічної хімії імені В. І. Вернадського НАН України                                             |
| за роботу «Електрохімія функціональних матеріалів та систем»                                                             | Решетняк Олександр Володимирович   | доктор хімічних наук, завідувач кафедри Львівського національного університету імені Івана Франка                                                                                 |
| за роботу «Електрохімія функціональних матеріалів та систем»                                                             | Сахненко Микола Дмитрович          | доктор технічних наук, завідувач кафедри Національного технічного університету «Харківський політехнічний інститут»                                                               |
| за роботу «Електрохімія функціональних матеріалів та систем»                                                             | Кунтий Орест Іванович              | доктор технічних наук, професор Національного університету «Львівська політехніка»                                                                                                |
| за роботу «Електрохімія функціональних матеріалів та систем»                                                             | Посудієвський Олег Юлійович        | доктор хімічних наук, пенсіонер |
| за роботу «Електрохімія функціональних матеріалів та систем»                                                             | Ведь Марина Віталіївна             | доктор технічних наук (посмертно) |
| за роботу «Новітні багатокомпонентні високоентропійні матеріали конструкційного та функціонального призначення»          | Горбань Віктор Федорович           | доктор технічних наук, провідний науковий співробітник Інституту проблем матеріалознавства імені І. М. Францевича НАН України                                                     |
| за роботу «Новітні багатокомпонентні високоентропійні матеріали конструкційного та функціонального призначення»          | Бродніковський Микола Павлович     | кандидат фізико-математичних наук, завідувач відділу Інституту проблем матеріалознавства імені І. М. Францевича НАН України                                                       |
| за роботу «Новітні багатокомпонентні високоентропійні матеріали конструкційного та функціонального призначення»          | Крапівка Микола Олександрович      | кандидат фізико-математичних наук, провідний науковий співробітник Інституту проблем матеріалознавства імені І. М. Францевича НАН України                                         |
| за роботу «Новітні багатокомпонентні високоентропійні матеріали конструкційного та функціонального призначення»          | Рогуль Тамара Григорівна           | кандидат фізико-математичних наук, провідний науковий співробітник Інституту проблем матеріалознавства імені І. М. Францевича НАН України                                         |
| за роботу «Новітні багатокомпонентні високоентропійні матеріали конструкційного та функціонального призначення»          | Фірстов Георгій Сергійович         | доктор фізико-математичних наук, заступник директора Інститут металофізики імені Г. В. Курдюмова НАН України                                                                      |
| за роботу «Новітні багатокомпонентні високоентропійні матеріали конструкційного та функціонального призначення»          | Андреєв Анатолій Опанасович        | доктор технічних наук, провідний науковий співробітник Національного наукового центру «Харківський фізико-технічний інститут»                                                     |
| за роботу «Новітні багатокомпонентні високоентропійні матеріали конструкційного та функціонального призначення»          | Табачнікова Олена Дмитрівна        | кандидат фізико-математичних наук, старший науковий співробітник Фізико-технічного інституту низьких температур імені Б. І. Вєркіна НАН України                                   |
| за роботу «Новітні багатокомпонентні високоентропійні матеріали конструкційного та функціонального призначення»          | Карпець Мирослав Васильович        | доктор фізико-математичних наук, виконувач обов'язків завідувача кафедри Національного технічного університету України «Київський політехнічний інститут імені Ігоря Сікорського» |
| за роботу «Фізичні основи та інноваційні технології ультразвукового оброблення матеріалів»                               | Мордюк Богдан Миколайович          | доктор фізико-математичних наук, завідувач відділу Інституту металофізики імені Г. В. Курдюмова НАН України                                                                       |
| за роботу «Фізичні основи та інноваційні технології ультразвукового оброблення матеріалів»                               | Клочков Ілля Миколайович           | кандидат технічних наук, учений секретар Інституту електрозварювання імені Євгена Патона НАН України                                                                              |
| за роботу «Фізичні основи та інноваційні технології ультразвукового оброблення матеріалів»                               | Соловей Сергій Олександрович       | кандидат технічних наук, провідний науковий співробітник Інституту електрозварювання імені Євгена Патона НАН України                                                              |
| за роботу «Фізичні основи та інноваційні технології ультразвукового оброблення матеріалів»                               | Волошко Світлана Михайлівна        | доктор фізико-математичних наук, професор Національного технічного університету України «Київський політехнічний інститут імені Ігоря Сікорського»                                |
| за роботу «Фізичні основи та інноваційні технології ультразвукового оброблення матеріалів»                               | Луговський Олександр Федорович     | доктор технічних наук, науковий керівник кафедри Національного технічного університету України «Київський політехнічний інститут імені Ігоря Сікорського»                         |
| за роботу «Фізичні основи та інноваційні технології ультразвукового оброблення матеріалів»                               | Линник Георгій Олегович            | кандидат технічних наук, заступник директора департаменту акціонерного товариства «Українська залізниця»                                                                          |
| за роботу «Фізичні основи та інноваційні технології ультразвукового оброблення матеріалів»                               | Подобний Олександр Віталійович     | заступник директора, головний інженер державного підприємства «Запорізьке машинобудівне конструкторське бюро „Прогрес“ імені академіка О. Г. Івченка»                             |
| за роботу «Фізичні основи та інноваційні технології ультразвукового оброблення матеріалів»                               | Прокопенко Георгій Іванович        | доктор технічних наук (посмертно) |
| за роботу «Засоби і системи інерціальної навігації та початкового орієнтування ракетної та космічної техніки»            | Сладкий Анатолій Михайлович        | начальник комплексу, головний конструктор напрямку Казенного підприємства спеціального приладобудування «Арсенал»                                                                 |
| за роботу «Засоби і системи інерціальної навігації та початкового орієнтування ракетної та космічної техніки»            | Юр'єв Юрій Юрійович                | заступник начальника комплексу — начальник відділу Казенного підприємства спеціального приладобудування «Арсенал»                                                                 |
| за роботу «Засоби і системи інерціальної навігації та початкового орієнтування ракетної та космічної техніки»            | Приходько Сергій Миколайович       | заступник начальника відділу Казенного підприємства спеціального приладобудування «Арсенал»                                                                                       |
| за роботу «Засоби і системи інерціальної навігації та початкового орієнтування ракетної та космічної техніки»            | Слюсар Віктор Михайлович           | кандидат технічних наук, провідний інженер Казенного підприємства спеціального приладобудування «Арсенал»                                                                         |
| за роботу «Засоби і системи інерціальної навігації та початкового орієнтування ракетної та космічної техніки»            | Черняк Микола Григорович           | кандидат технічних наук, доцент Національного технічного університету України «Київський політехнічний інститут імені Ігоря Сікорського»                                          |
| за роботу «Засоби і системи інерціальної навігації та початкового орієнтування ракетної та космічної техніки»            | Басанець Ольга Павлівна            | кандидат технічних наук, начальник сектору державного підприємства «Державне Київське конструкторське бюро „Луч“»                                                                 |
| за роботу «Засоби і системи інерціальної навігації та початкового орієнтування ракетної та космічної техніки»            | Воронченко В'ячеслав Георгійович   | директор з комплексного проектування та бортового програмування науково-виробничого підприємства «Хартрон-Аркос ЛТД»                                                              |
| за роботу «Засоби і системи інерціальної навігації та початкового орієнтування ракетної та космічної техніки»            | Тиховський Володимир Макарович     | кандидат технічних наук, начальник лабораторії науково-виробничого підприємства «Хартрон-Аркос ЛТД»                                                                               |
| за роботу «Створення високоекономічних гідроагрегатів для ГЕС України»                                                   | Осадчий Сергій Дмитрович           | голова правління приватного акціонерного товариства «Укргідропроект» |
| за роботу «Створення високоекономічних гідроагрегатів для ГЕС України»                                                   | Рассовський Вадим Леонідович       | головний інженер приватного акціонерного товариства «Укргідроенерго» |
| за роботу «Створення високоекономічних гідроагрегатів для ГЕС України»                                                   | Хорєв Олег Миколайович             | кандидат технічних наук, старший науковий співробітник Інституту проблем машинобудування імені А. М. Підгорного НАН України                                                       |
| за роботу «Створення високоекономічних гідроагрегатів для ГЕС України»                                                   | Коршунов Олексій Олегович          | заступник генерального директора акціонерного товариства «Українські енергетичні машини»                                                                                          |
| за роботу «Створення високоекономічних гідроагрегатів для ГЕС України»                                                   | Бураков Олександр Сергійович       | заступник генерального конструктора акціонерного товариства «Українські енергетичні машини»                                                                                       |
| за роботу «Створення високоекономічних гідроагрегатів для ГЕС України»                                                   | Єфименко Віктор Миколайович        | перший заступник головного конструктора гідротурбін акціонерного товариства «Українські енергетичні машини»                                                                       |
| за роботу «Створення високоекономічних гідроагрегатів для ГЕС України»                                                   | Кобзар Ігор Володимирович          | завідувач відділення акціонерного товариства «Завод „Електроважмаш“» |
| за роботу «Створення високоекономічних гідроагрегатів для ГЕС України»                                                   | Ковальов Юрій Миколайович          | голова правління ТОВ «Дніпро-Спецгідроенергомонтаж» |
| за роботу «Текстильні матеріали і вироби спеціального та військового призначення»                                        | Сарібєкова Юлія Георгіївна         | доктор технічних наук, завідувач лабораторії Херсонського національного технічного університету                                                                                   |
| за роботу «Текстильні матеріали і вироби спеціального та військового призначення»                                        | Чепелюк Олена Валеріївна           | доктор технічних наук, завідувач кафедри Херсонського національного технічного університету                                                                                       |
| за роботу «Текстильні матеріали і вироби спеціального та військового призначення»                                        | Семешко Ольга Яківна               | доктор технічних наук, провідний науковий співробітник Херсонського національного технічного університету                                                                         |
| за роботу «Текстильні матеріали і вироби спеціального та військового призначення»                                        | Остапенко Наталія Валентинівна     | доктор технічних наук, завідувач кафедри Київського національного університету технологій та дизайну                                                                              |
| за роботу «Текстильні матеріали і вироби спеціального та військового призначення»                                        | Колосніченко Олена Володимирівна   | доктор мистецтвознавства, професор Київського національного університету технологій та дизайну                                                                                    |
| за роботу «Текстильні матеріали і вироби спеціального та військового призначення»                                        | Ванкевич Петро Іванович            | доктор технічних наук, провідний науковий співробітник Національної академії сухопутних військ імені гетьмана Петра Сагайдачного                                                  |
| за роботу «Текстильні матеріали і вироби спеціального та військового призначення»                                        | Черненко Альберт Дмитрович         | кандидат військових наук, начальник відділу Національної академії сухопутних військ імені гетьмана Петра Сагайдачного, полковник                                                  |
| за роботу «Текстильні матеріали і вироби спеціального та військового призначення»                                        | Прохоровський Андрій Станіславович | директор ТОВ «РА.ДА» |
| за роботу «Забезпечення якості медичної допомоги новонародженим дітям в умовах розбудови перинатальної служби в Україні» | Знаменська Тетяна Костянтинівна    | доктор медичних наук, заступник директора державної установи «Інститут педіатрії, акушерства і гінекології імені академіка О. М. Лук'янової НАМН України»                         |
| за роботу «Забезпечення якості медичної допомоги новонародженим дітям в умовах розбудови перинатальної служби в Україні» | Слэпов Олексій Костянтинович       | доктор медичних наук, керівник відділення державної установи «Інститут педіатрії, акушерства і гінекології імені академіка О. М. Лук'янової НАМН України»                         |
| за роботу «Забезпечення якості медичної допомоги новонародженим дітям в умовах розбудови перинатальної служби в Україні» | Авраменко Тетяна Василівна         | доктор медичних наук, науковий керівник відділення державної установи «Інститут педіатрії, акушерства і гінекології імені академіка О. М. Лук'янової НАМН України»                |
| за роботу «Забезпечення якості медичної допомоги новонародженим дітям в умовах розбудови перинатальної служби в Україні» | Воробйова Ольга Володимирівна      | доктор медичних наук, провідний науковий співробітник державної установи «Інститут педіатрії, акушерства і гінекології імені академіка О. М. Лук'янової НАМН України»             |
| за роботу «Забезпечення якості медичної допомоги новонародженим дітям в умовах розбудови перинатальної служби в Україні» | Добрянський Дмитро Олександрович   | доктор медичних наук, професор Львівського національного медичного університету імені Данила Галицького                                                                           |
| за роботу «Забезпечення якості медичної допомоги новонародженим дітям в умовах розбудови перинатальної служби в Україні» | Похилько Валерій Іванович          | доктор медичних наук, проректор Полтавського державного медичного університету |
| за роботу «Забезпечення якості медичної допомоги новонародженим дітям в умовах розбудови перинатальної служби в Україні» | Клименко Тетяна Михайлівна         | доктор медичних наук, завідувач кафедри Харківської медичної академії післядипломної освіти                                                                                       |
| за роботу «Забезпечення якості медичної допомоги новонародженим дітям в умовах розбудови перинатальної служби в Україні» | Мавропуло Тетяна Карлівна          | доктор медичних наук, завідувач кафедри Дніпровського державного медичного університету                                                                                           |
| за роботу «Новітні методи застосування стовбурових клітин і біоінженерних технологій у регенеративній медицині»          | Габрієлян Артур Володимирович      | доктор медичних наук, завідувач відділу державної установи «Національний інститут хірургії та трансплантології імені О. О. Шалімова» НАМН України                                 |
| за роботу «Новітні методи застосування стовбурових клітин і біоінженерних технологій у регенеративній медицині»          | Голюк Євген Леонтійович            | кандидат медичних наук, завідувач центру державної установи «Інститут травматології та ортопедії НАМН України»                                                                    |
| за роботу «Новітні методи застосування стовбурових клітин і біоінженерних технологій у регенеративній медицині»          | Кирик Віталій Михайлович           | кандидат медичних наук, завідувач лабораторії державної установи «Інститут генетичної та регенеративної медицини НАМН України»                                                    |
| за роботу «Новітні методи застосування стовбурових клітин і біоінженерних технологій у регенеративній медицині»          | Руденко Сергій Анатолійович        | доктор медичних наук, завідувач відділу державної установи «Національний інститут серцево-судинної хірургії імені Миколи Амосова НАМН України»                                    |
| за роботу «Новітні методи застосування стовбурових клітин і біоінженерних технологій у регенеративній медицині»          | Медведєв Володимир Вікторович      | доктор медичних наук, професор Національного медичного університету імені О. О. Богомольця                                                                                        |
| за роботу «Новітні методи застосування стовбурових клітин і біоінженерних технологій у регенеративній медицині»          | Домбровський Дмитро Борисович      | доктор медичних наук, виконувач обов'язків генерального директора обласного комунального некомерційного підприємства «Чернівецька обласна клінічна лікарня»                       |
| за роботу «Новітні методи застосування стовбурових клітин і біоінженерних технологій у регенеративній медицині»          | Шаблій Володимир Анатолійович      | кандидат біологічних наук, заступник директора кріобанку ТОВ «Інститут клітинної терапії»                                                                                         |
| за роботу «Збереження і відновлення рослинного різноманіття України»                                                     | Заіменко Наталія Василівна         | член-кореспондент Національної академії наук України, директор Національного ботанічного саду імені Миколи Гришка НАН України                                                     |
| за роботу «Збереження і відновлення рослинного різноманіття України»                                                     | Нецветов Максим Вікторович         | член-кореспондент Національної академії наук України, заступник директора Інституту еволюційної екології НАН України                                                              |
| за роботу «Збереження і відновлення рослинного різноманіття України»                                                     | Царенко Петро Михайлович           | член-кореспондент Національної академії наук України, завідувач відділу Інституту ботаніки імені М. Г. Холодного НАН України                                                      |
| за роботу «Збереження і відновлення рослинного різноманіття України»                                                     | Виноградова Оксана Миколаївна      | доктор біологічних наук, заступник директора Інституту ботаніки імені М. Г. Холодного НАН України                                                                                 |
| за роботу «Збереження і відновлення рослинного різноманіття України»                                                     | Гелюта Василь Петрович             | доктор біологічних наук, завідувач відділу Інституту ботаніки імені М. Г. Холодного НАН України                                                                                   |
| за роботу «Збереження і відновлення рослинного різноманіття України»                                                     | Михайлюк Тетяна Іванівна           | доктор біологічних наук, старший науковий співробітник Інституту ботаніки імені М. Г. Холодного НАН України                                                                       |
| за роботу «Збереження і відновлення рослинного різноманіття України»                                                     | Клименко Світлана Валентинівна     | доктор біологічних наук, завідувач відділу Національного ботанічного саду імені Миколи Гришка НАН України                                                                         |
| за роботу «Збереження і відновлення рослинного різноманіття України»                                                     | Михальська Людмила Миколаївна      | кандидат біологічних наук, старший науковий співробітник Інституту фізіології рослин і генетики НАН України                                                                       |